# Эксплорер-3
«Эксплорер-3» (англ. Explorer-III — Исследователь) — американский искусственный спутник Земли (ИСЗ), запущенный 26 марта 1958 года командой Вернера фон Брауна. Аналогичен по конструкции и задачам первому американскому спутнику «Эксплорер-1». Второй успешный запуск в рамках программы «Эксплорер».

## Ракета-носитель
Для запуска была создана форсированная версия баллистической ракеты Редстоун, названная Юпитер-С (Jupiter-C), первоначально предназначавшаяся для испытания уменьшенных макетов боеголовок, и отличавшейся от прототипа удлинёнными баками и форсированным двигателем, использовавшим вместо этилового спирта гидин (Hydyne), представлявший собой смесь 40 % этилового спирта и 60 % гидразина (N2H4) (по другим данным — 40 % фурфурилового спирта и 60 % НДМГ).
Для достижения орбитальной скорости использовалась связка из 15 твердотопливных ракет «Сержант», которые были, фактически, неуправляемыми реактивными снарядами с примерно 20 кг твердого смесевого топлива каждый; 11 ракет составляли вторую ступень, 3 — третью, и последняя — четвёртую. Двигатели второй и третьей ступени были смонтированы в двух вставленных друг в друга цилиндрах, а четвёртая устанавливалась сверху. Вся эта связка раскручивалась электромотором перед стартом. Это позволяло ей сохранять заданное положение продольной оси во время работы двигателей. Юпитер-С не имел четвёртой ступени, переделанная для запуска спутника ракета «задним числом» была названа Юнона-1.
Отработавшие двигатели 2-й и 3-й ступеней последовательно сбрасывались, но от 4-й ступени спутник не отделялся. Поэтому в различных источниках приводятся массы спутника, как с учётом пустой массы последней ступени, так и без неё.

## Конструкция аппарата
Конструкция Эксплорера-3 была аналогична конструкции Эксплорера-1. Спутник был неотделим от 4-й ступени ракеты-носителя.
Научная аппаратура состояла из пакета обнаружения космических лучей и датчиков микрометеоритов, расположенных кольцом. Также имелся магнитофон для записи полученной информации и два передатчика. Передача осуществлялась двумя щелевыми антеннами в корпусе спутника и четырьмя гибкими штырями снаружи оболочки. Натяжение штырей обеспечивалось вращением аппарата со скоростью 750 оборотов в минуту.
Электроэнергию давали никель-кадмиевые аккумуляторы, составляющие 40% массы спутника.

## Результаты полёта
В результате полёта Эксплорера-3 подтвердилось существование радиационного пояса Земли, открытого Джеймсом Ван Алленом.
В настоящее время копия спутника выставлена в Национальном музее авиации и космонавтики.